# 超帝国主义
超帝国主义（德語：Ultraimperialismus）是卡爾·考茨基於1915年提出的一個概念。考茨基認為，帝國主義不是資本主義的垂死掙扎階段，随着垄断资本的发展，各國的壟斷資本形成世界统一的國際聯合資本，標誌著帝國主義進入超帝国主义階段。各国金融资本將不再相互斗争，而是通過国际联合的金融资本共同剥削世界。同時各帝国主义国家之间的冲突、军备竞赛和战争全部消失，资本主义从此进入一个持久和平的新时代。列宁反對考茨基的超帝国主义理論。